# Hẻm núi Ha

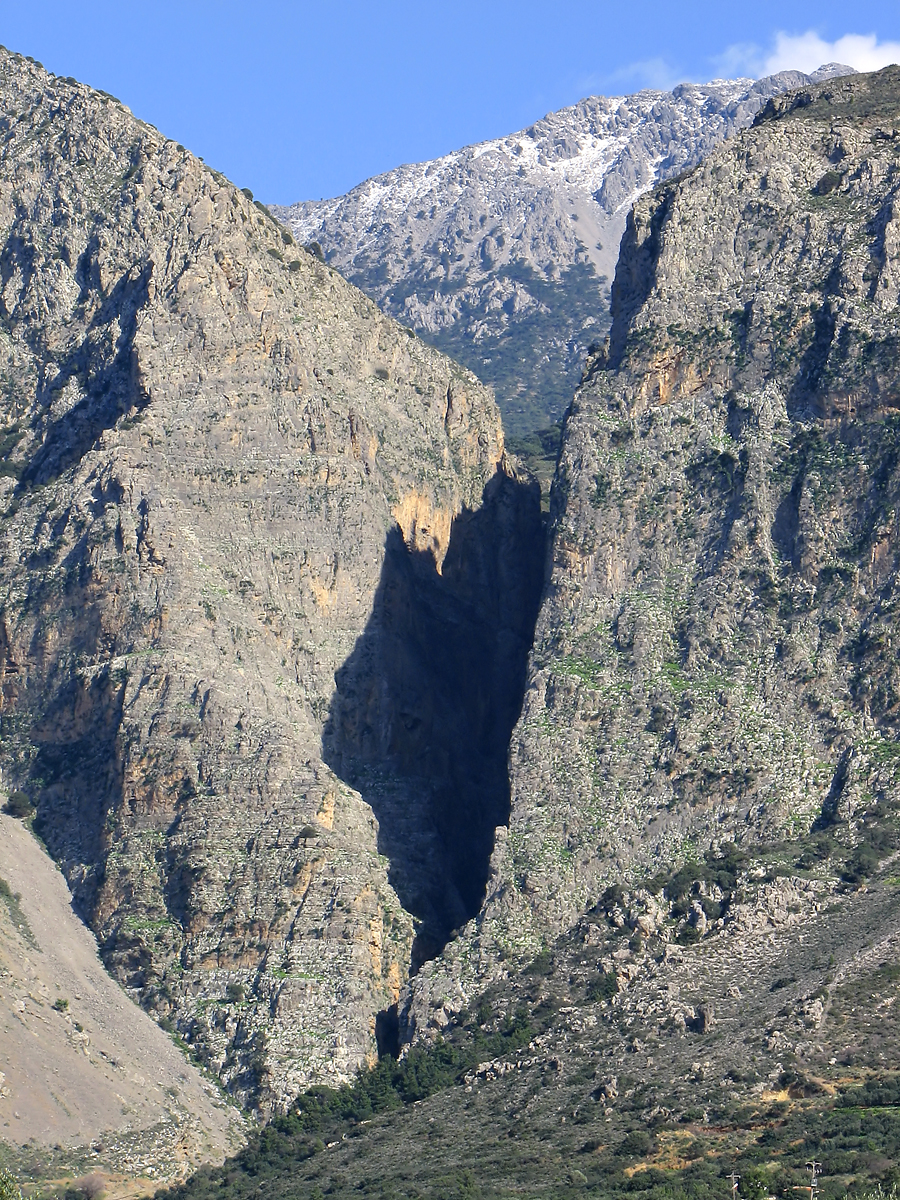
Lối ra hình chữ V hẻm núi Ha

Hẻm núi Ha (tiếng Hy Lạp: Φαράγγι Χά) là một hẻm núi hẹp, tại Monasteraki Dakos, trên phần phía đông của đảo Crete ở Hy Lạp. Nó nằm ở độ dốc phía tây của dãy núi Thrypti, và lối ra phía đông của làng Vasiliki tại trũng Ierapetra. Từ vị trí này có tầm nhìn đẹp đèo Pahia Amos và vịnh. Con người không thể tiếp cận khu vực này, hẻm núi duy trì một hệ thực vật phong phú và đa dạng động thực vật. Chiều sâu của nó là khoảng 1.000 mét (3.300 ft) và khe nứt được cho là một trong những khe nứt lớn nhất trên thế giới. Địa điểm Minoan muộn IIIC tọa lạc ở trong khu vực.